# Коефіцієнт викидів

Питомі викиди вуглекислого газу

Коефіціє́нт ви́кидів (англ. Emissions coefficient / factor) — коефіцієнт для обчислення величини викидів на основі даних про процес — питома величина викидів на одиницю діяльності (наприклад, кількість викидів вуглекислого газу на одиницю використаного палива).

## Загальна характеристика
Інтенсивність викидів (також інтенсивність вуглецю або C.I.) — це швидкість викидів даного забруднювача відносно інтенсивності певної діяльності або процесу промислового виробництва; наприклад, кількість грамів вуглекислого газу, що виділяється на мегаджоуль виробленої енергії, або відношення викидів парникових газів до валового внутрішнього продукту (ВВП). Інтенсивність викидів використовується для отримання оцінок викидів забруднювачів повітря або парникових газів на основі кількості спаленого палива, кількості тварин у тваринництві, рівня промислового виробництва, пройдених відстаней або подібних даних про діяльність. Інтенсивність викидів також може використовуватися для порівняння впливу на навколишнє середовище різних видів палива або діяльності. У деяких випадках пов’язані терміни коефіцієнт викидів та інтенсивність вуглецю використовуються як взаємозамінні. Використовуваний технічний жаргон може бути різним, для різних сфер/галузей промисловості; зазвичай термін «вуглець» виключає інші забруднюючі речовини, такі як викиди твердих частинок. Одним із часто використовуваних показників є інтенсивність вуглецю на кіловат-годину (CIPK), яка використовується для порівняння викидів від різних джерел електроенергії.

## Інтернет-ресурси
- Washington Post article with an example of change in carbon intensity
- A Note On Variations in UK Grid Electricity CO2 Intensity with Time
- IPCC Special Report on Emissions Scenarios
- Statistical Energy Review 2012
- World Energy Council:Odyssee Database
- International Energy Agency: CO2 emissions from fuel combustion
- Electricity carbon intensity in European Member States: Impacts on GHG emissions of electric vehicles
- A hybrid LCA-WTW method to assess the carbon footprint of electric vehicles
- Carbon emissions intensity from different regions